# Thyborøn
Thyborøn anhörenⓘ ist ein kleiner Ort in der dänischen Kommune Lemvig in der Region Midtjylland. Er liegt an der Nordseeküste auf der Nordspitze der Landzunge Harboøre Tange, die durch den Thyborøn-Kanal von der Landzunge Agger Tange getrennt wird. Östlich liegt Nissum Bredning, ein Teil des Limfjords. Der Ort hat 1898 Einwohner (Stand 1. Januar 2023). Während des Zweiten Weltkriegs wurde entlang des Ortes die Festung Thyborøn errichtet, welche als eine der größten und wichtigsten Bunkeranlagen der dänischen Westküste gilt.
Ursprünglich gehörte Thyborøn zur Vestervig-Agger Kommune in Refs Herred, Thisted Amt. 1954 wurde es – wegen seiner abgelegenen geografischen Lage südlich des Limfjords – eine eigenständige Thyborøn Kommune im Vandful Herred, Ringkøbing Amt. Von 1970 bis zur Kommunalgebietsreform 2007 bildete Thyborøn mit dem Nachbarort Harboøre die Kommune Thyborøn-Harboøre.

## Sehenswürdigkeiten

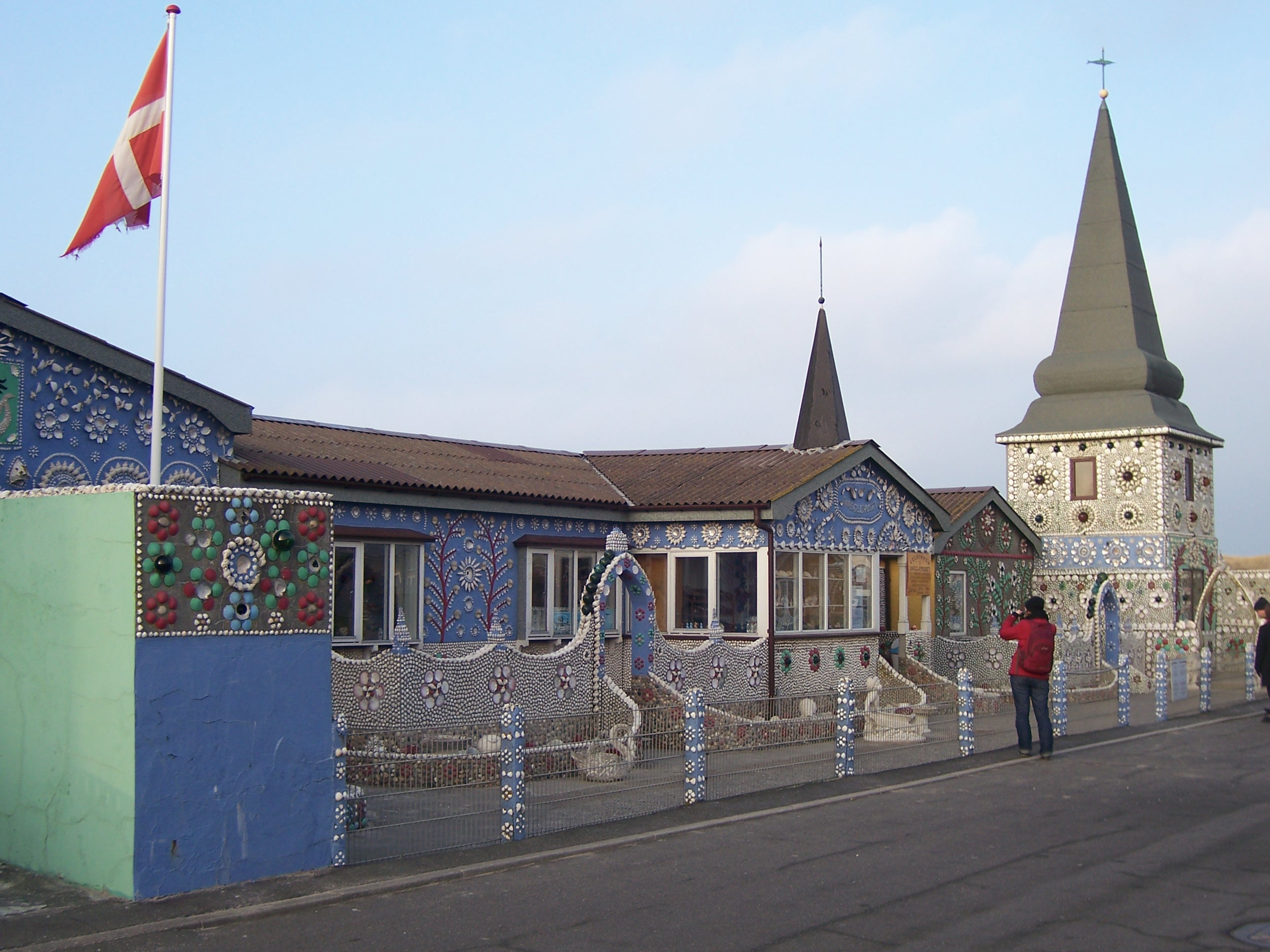
Sneglehuset (Schneckenhaus)

Sehenswert sind das Meerwasseraquarium Jyllandsakvariet und Sneglehuset, ein vollständig mit Schneckenhäusern und Muschelschalen dekoriertes Haus.
Mit der Errichtung des Atlantikwalls entstanden auch in Thyborøn zahlreiche Bunker. Einige der erhaltenen Betonanlagen am Nordstrand bilden Thyborøns Kystcentret und beherbergen eine interaktive Erlebnisausstellung zum Thema Leben an der Nordseeküste.
2015 wurden die benachbarten Roten Baracken (De røde barakker) saniert und in das Sea War Museum Jutland zur Skagerrakschlacht einbezogen. Die dänische Küsteninspektion hatte die Holzbaracken zwischen 1930 und 1945 im Zusammenhang mit dem Buhnenbau an der Harboøre Tange errichtet. Auf dem Außengelände wurde zum 100. Jahrestag der Skagerrakschlacht eine Gedenkstätte für die auf See Gebliebenen aller Nationen errichtet.
Das Wahrzeichen der Stadt, die gelb getünchte Trafostation, führte früher das Mittelspannungsnetz nach Agger. Das Mansarddach wurde aus roten Dachziegeln und Holzschindeln kombiniert.

## Thyborøn Kirke
Die Bewohner des Ortes besuchten ursprünglich die Kirche in Agger. Nachdem die Februarflut 1825 die feste Landverbindung zerstört hatte, setzte das eine Überfahrt mit dem Schiff voraus, für den sonntäglichen Kirchgang ebenso wie für Hochzeiten und Trauergottesdienste. Erst 1908 erhielt der Ort eine eigene Kirche. Zahlreiche Umbauten, eine schlechtes Fundament und die harten Witterungsbedingungen führten 2003 zum Beschluss der Gemeinde, die Kirche durch einen Neubau zu ersetzen. 2009 erfolgte der Abriss, landesweit der erste Abriss einer Kirche seit 50 Jahren.
Am 6. Februar 2011 wurde der moderne Stahlbetonbau eingeweiht. Der Kirchturm von 1969 wurde modifiziert und in das neue Gebäude integriert. Auch Teile des Inventars – Taufstein, Orgel und Altarschmuck – stammen aus dem Vorgängerbau. Ungewöhnlich ist eines der Votivschiffe, der originalgetreue Fischkutter „Anne-Line“ mit einer Länge von 1,3 m (Maßstab 1:20).

## Wirtschaft
An der Sekundærrute 181 liegt südlich des Ortes die Chemiefabrik Cheminova. Mit dem Standort verbindet sich einer der größten Umweltskandale der dänischen Geschichte. Cheminova mit 850 Arbeitsplätzen gehört seit 2014 zum US-amerikanischen Unternehmen FMC Corporation.

## Verkehr
Thyborøn ist Endbahnhof der Bahnstrecke nach Vemb (Lemvigbanen). Vom Hafen aus verkehrt eine Fähre zur Agger Tange.